# Nicolò Lodron
Nicolò Lodron (1549 – 1621) è stato un nobile austriaco, figlio di Paride e di Barbara Liechtenstein di Castel Corno, signore del Feudo di Castelnuovo (assieme ai cugini Carlo,  Alfonso e Massimiliano figli di suo zio Gasparo) e poi del Feudo di Castellano.

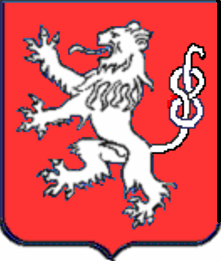
Stemma dei Lodron

Negli ultimi anni del Cinquecento Nicolò fece costruire il Palazzo Lodron di Nogaredo, bell'esempio di palazzo fortificato, che divenne la sua principale residenza. Nicolò fu comandante militare nell'esercito imperiale austriaco.

## Storia
Nicolò sposò Dorothea von Welsperg e da lei ebbe i figli Paride, il futuro arcivescovo di Salisburgo, Cristoforo, Susanna, Margherita Beatrice e Caterina. Rimasto vedovo si risposò nel 1620, all'età di 71 anni, con la giovane Giovanna Wolkestein che lasciò vedova l'anno successivo. Il figlio Paride, vescovo di Salisburgo dal 1619, convinse la matrigna ad entrare in un convento nel salisburghese dove divenne Badessa.
Paride per onorare i suoi genitori fece costruire nella chiesa di Santa Maria Assunta di Villa Lagarina la Cappella di S. Ruperto.
Nel 1615, alla morte di don Antonio Lodron, ultimo dei Lodron detti di Castellano, Nicolò ereditò il feudo e il Castello di Castellano. Sorsero dei contrasti con i cugini Alfonso e Massimiliano, figli di suo zio Gasparo Lodron con i quali divideva la proprietà di Castelnuovo e così si accordarono: a Nicolò andava il Feudo di Castellano più un compenso, mentre i fratelli Alfonso e Massimiliano si tenevano in toto Castelnuovo. Nicolò mantenne la proprietà del palazzo di Nogaredo che era all'interno del territorio di Castelnuovo. Nel 1647 morì Alfonso Lodron di Castelnuovo e Paride arcivescovo di Salisburgo con il fratello Cristoforo Signori di Castellano ebbero la proprietà di Castelnuovo, proprietà in parte già del loro padre, e dove Paride era nato nel 1586. I due Feudi lagarini di Castelnuovo e di Castellano sono di una stessa proprietà e la sede amministrativa diventa il Palazzo Lodron di Nogaredo.
Nel 1618 Nicolò fece approvare il nuovo regolamento per la Regola di Castellano. il regolamento si componeva di 34 articoli e fu sottoscritto dai capifamiglia di Castellano. Nel 1619 il conte fece costruire la strada tra Pedersano e Castellano per migliorare l'accesso al borgo di Castellano; prima vi si accedeva dalla più scomoda strada nella valle di Cavazil.
La cappa dell'elegante caminetto della Sala Granda del Castello di Castellano aveva in affresco lo stemma di Nicolò Lodron e di Dorothea von Welsperg e di Giovanna Wolkestein, le sue due mogli. Nel 1924, poco prima di vendere il castello, i Lodron, per recuperare gli elementi lapidei del caminetto, distrussero la cappa e con essa gli affreschi.
Nicolò e ancor più il suo famoso figlio Paride Lodron fecero molti lavori al Castello di Castellano a loro è attribuito parte del ciclo di affreschi della "Sala Granda" e altre pitture, il portale seicentesco verso la piazza del Barc e il tetto in rame su palazzo e mastio (unico castello in zona) sostituiti poi nel corso dell'800. Il prof. C. Adami che più volte visitò l'antico maniero scrisse nel 1928: "Perdoniamo Nicolò Lodron (1549+1621) e ancor di più il suo illustre figliolo Paris (1586 +1653) arcivescovo di Salisburgo di aver deturpato il Castello di Castellano coprendo con nuovi affreschi altri molto vecchi e di più pregevole fattura perché ci hanno lasciato la bellissima chiesa di Villa Lagarina uno dei più bei esempi di Barocco in Trentino".